# Lista de membros titulares da Academia Brasileira de Ciências empossados em 1996
Esta lista contém os nomes dos membros titulares da Academia Brasileira de Ciências empossados em 1996.
| Imagem | Nome                              | Datas de nascimento e falecimento | Local de nascimento | Área de especialização | Alma mater                                                  | Data de posse      | Conhecido por | Referências |
| ------ | --------------------------------- | --------------------------------- | ------------------- | ---------------------- | ----------------------------------------------------------- | ------------------ | --- | ----------- |
|        | Antoniana Ursine Krettli          | 23 de setembro de 1943            |                     | Ciências Biomédicas    | UFMG                                                        | 24 de maio de 1996 | Pioneira no cultivo contínuo do Plasmodium falciparum |             |
|        | Belita Koiller                    | 01 de dezembro de 1949            |                     | Ciências Físicas       | PUC/Rio                                                     | 24 de maio de 1996 | Prêmio Unesco/L’Oréal para Mulheres na Ciência (2005) |             |
|        | en:Benjamin Bley de Brito Neves   | 08 de fevereiro de 1941           |                     | Ciências da Terra      | UFPE                                                        | 24 de maio de 1996 | |             |
|        | Carlos Teobaldo Gutierrez Vidalon | 29 de setembro de 1944 2008       | Ayacucho, Peru      | Ciências Matemáticas   | es:Universidad Nacional de Educación Enrique Guzmán y Valle | 24 de maio de 1996 | Foi orientado por Jorge Sotomayor Tello. Prêmio Professor Carlos Teobaldo Gutierrez Vidalon.                                                                    | [ 2 ] [ 3 ] |
|        | Clóvis Caesar Gonzaga             | 06 de setembro de 1944            | Lages, SC           | Ciências Matemáticas   | ITA                                                         | 24 de maio de 1996 | |             |
|        | Elias Ayres Guidetti Zagatto      | 25 de setembro de 1948            |                     | Ciências Químicas      | USP                                                         | 24 de maio de 1996 | |             |
|        | Isaac Roitman                     | 12 de janeiro de 1939             | Santos, SP          | Ciências Biomédicas    | PUC/Campinas                                                | 24 de maio de 1996 | |             |
|        | Luiz Davidovich                   | 25 de junho de 1946               | Rio de Janeiro, RJ  | Ciências Físicas       | PUC/Rio                                                     | 24 de maio de 1996 | Prêmio Almirante Álvaro Alberto Vigésimo-primeiro presidente da Academia Brasileira de Ciências (2016 - )                                                       |             |
|        | Maurício Domingues Coutinho-Filho | 28 de maio de 1946                |                     | Ciências Físicas       | UFPE                                                        | 24 de maio de 1996 | |             |
|        | Mayana Zatz                       | 16 de julho de 1947               | Tel Aviv, Israel    | Ciências Biológicas    | USP                                                         | 24 de maio de 1996 | Fundou a Associação Brasileira de Distrofia Muscular (ABDIM) Prêmios L'Oréal-UNESCO para mulheres em ciência (2001)                                             |             |
|        | Oswaldo Sala                      | 29 de junho de 1926               |                     | Ciências Químicas      | USP                                                         | 24 de maio de 1996 | |             |
|        | Pedro Leite da Silva Dias         | 09 de julho de 1952               | São Paulo, SP       | Ciências da Terra      | USP                                                         | 24 de maio de 1996 | |             |
|        | Rogério Meneghini                 | 18 de dezembro de 1940            |                     | Ciências Biomédicas    | USP                                                         | 24 de maio de 1996 | Propôs um mecanismo de “bypass” replicativo da DNA polimerase, quando o “template” possui uma lesão Descreveu existência de locais, no DNA, para ligação de RNA | [ 4 ] [ 5 ] |
|        | Sergio Schenkman                  | 28 de março de 1956               | São Paulo, SP       | Ciências Biomédicas    | USP                                                         | 24 de maio de 1996 | |             |